# Chiesa di San Lorenzo Martire (Berzo Demo)
La chiesa di San Lorenzo Martire è la parrocchiale di Demo, frazione del comune sparso di Berzo Demo, in provincia e diocesi di Brescia; fa parte della zona pastorale dell'Alta Val Camonica.

## Storia
L'originaria chiesa di San Lorenzo Martire sorse nel XV secolo e il giuspatronato venne affidato ai De Prederis; nel 1567 il parroco risultava già risiedere presso di essa, mentre i Sacramenti venivano ancora impartiti nella chiesa di San Zenone.
L'edificio fu interessato da un intervento di rimaneggiamento nel XVII secolo; all'inizio del XVIII secolo risultavano presenti a Demo le confraternite del Santissimo Sacramento, della Dottrina Cristiana e del Santissimo Rosario, mentre nel 1739 venne costruita la nuova parrocchiale.
Negli anni sessanta del Novecento, in ossequio alle norme postconciliari, si provvide a realizzare il nuovo altare rivolto verso l'assemblea e l'ambone.

## Descrizione

### Facciata
La simmetrica facciata a capanna della chiesa, rivolta a settentrione e suddivisa da una cornice marcapiano modanata in due registri, entrambi scanditi da sei lesene, presenta al centro il portale d'ingresso, sormontato dal timpano spezzato, e sopra una finestra; a coronare il prospetto v'è il frontone mistilineo, affiancato da due pinnacoli.
Ad alcune decine di metri dalla parrocchiale sorge il campanile, che s'erge sopra un'antica torre medievale; la cella presenta una monofora per lato ed è coperta dal tetto a quattro falde.

### Interno
L'interno dell'edificio si compone di un'unica navata, sulla quale si affacciano le cappelle laterali e le cui pareti sono scandite da lesene composite, sorreggenti il cornicione, sopra il quale si imposta la volta; al termine dell'aula si sviluppa il presbiterio a pianta quadrata.
L'opera di maggior pregio qui conservata è la pala dell'altare maggiore, raffigurante il Martirio di San Lorenzo e risalente al Seicento.